# Vir
Isla Vir (en croata: Otok Vir) es una isla en la costa croata del mar Adriático al norte de la ciudad de Zadar. Está conectada con tierra firme por un puente y carretera. El único pueblo de la isla es el pueblo del mismo nombre de Vir, con una población de 1.608 (2001).
Vir es conocida y famosa por su exceso de población durante la temporada de vacaciones de verano. La causa de esto es el hecho de que hay cientos de grandes y pequeños complejos de propiedad privada construidos en ella. Estas casas surgieron en la década de 1980 después de que el entonces gobierno yugoslavo en un punto considerara la construcción de una planta de energía nuclear en Vir porque era estéril. Debido a esto, los precios inmobiliarios cayeron tan bajo que, atípicamente, mucha gente podría comprar una parcela de tierra allí.